# 日本ソフト販売
日本ソフト販売株式会社（英: NSS Corporation）は、東京都中央区に本社を置き、データベース製品、システム開発などを提供する日本の企業である。

## 主な製品・サービス
- Belle-collection（統合企業データベース）
- Bellemax（法人向け電話帳データベース）
- 全国e電話帳（情報検索システム）
- Valu∞（データクレンジング）
- グリーンページ（企業電話帳データ）
- Chain Master（チェーン店舗データ）
- 営業ターゲットリスト（専用ターゲットリストの提供）
- 電子電話帳（顧客開拓ソフト）
- 発信写録（CTIソフト）

製品の開発は、グループ会社である株式会社シーシーイーがおこなっている。

## 沿革
- 1995年02月 ‐ 日本ソフト販売株式会社設立。本社を東京都港区新橋2-16-1に置く。
- 1995年04月 ‐ 東京センター開設（東京都港区新橋5-8-3 代市ビル4階）。
- 1995年05月 ‐ 浜松センター開設（静岡県浜松市元城町216-22 フコク生命ビル）。
- 1997年02月 ‐ 本社を東京都港区新橋5-8-3へ移転。
- 1997年12月 ‐ 本社を東京都中央区日本橋蛎殻町1-16-8 水天宮平和ビル7階に移転。
- 2002年10月 ‐ 浜松センターを静岡県浜松市板屋町111-2 浜松アクトタワー21階に。
- 2003年06月 ‐ 大阪事務所開設（大阪市西区新町1丁目7番5号 プロスペリタ四ツ橋）。
- 2005年04月 ‐ 茅場町事務所開設（東京都中央区日本橋茅場町2-4-5 茅場町二丁目ビル3階）。
- 2005年07月 ‐ 社団法人著作権情報センター賛助会員。
- 2006年10月 ‐ データリカバリーセンター開設（静岡県浜松市板屋町111-2 浜松アクトタワー21階）。
- 2007年01月 ‐ 財団法人日本情報処理開発協会（JIPDEC）よりプライバシーマークを認証取得。
- 2010年01月 ‐ 資本金を5,100万円に増資。
- 2017年04月 ‐ 浜松センターを静岡県浜松市中区伝馬町312-32 浜松シティビル4階に移転。

## グループ会社
- 株式会社シーシーイー